# Idaea pallidata
Idaea pallidata là một loài bướm đêm thuộc họ Geometridae. Nó được tìm thấy ở miền bắc và central châu Âu to the Kavkaz, central châu Á và the Amur Region.
Sải cánh dài 18–20 mm đối với con đực và 16–19 mm đối với con cái. Con trưởng thành bay làm một đợt from mid tháng 5 đến cuối tháng 6. . They are attracted to light.
Ấu trùng ăn withered or dry leaves of nhiều loại thực vật thân thảo such as Achillea millefolium, Valeriana officinalis, Filipendula ulmaria và Vaccinium myrtillus.

## Hình ảnh

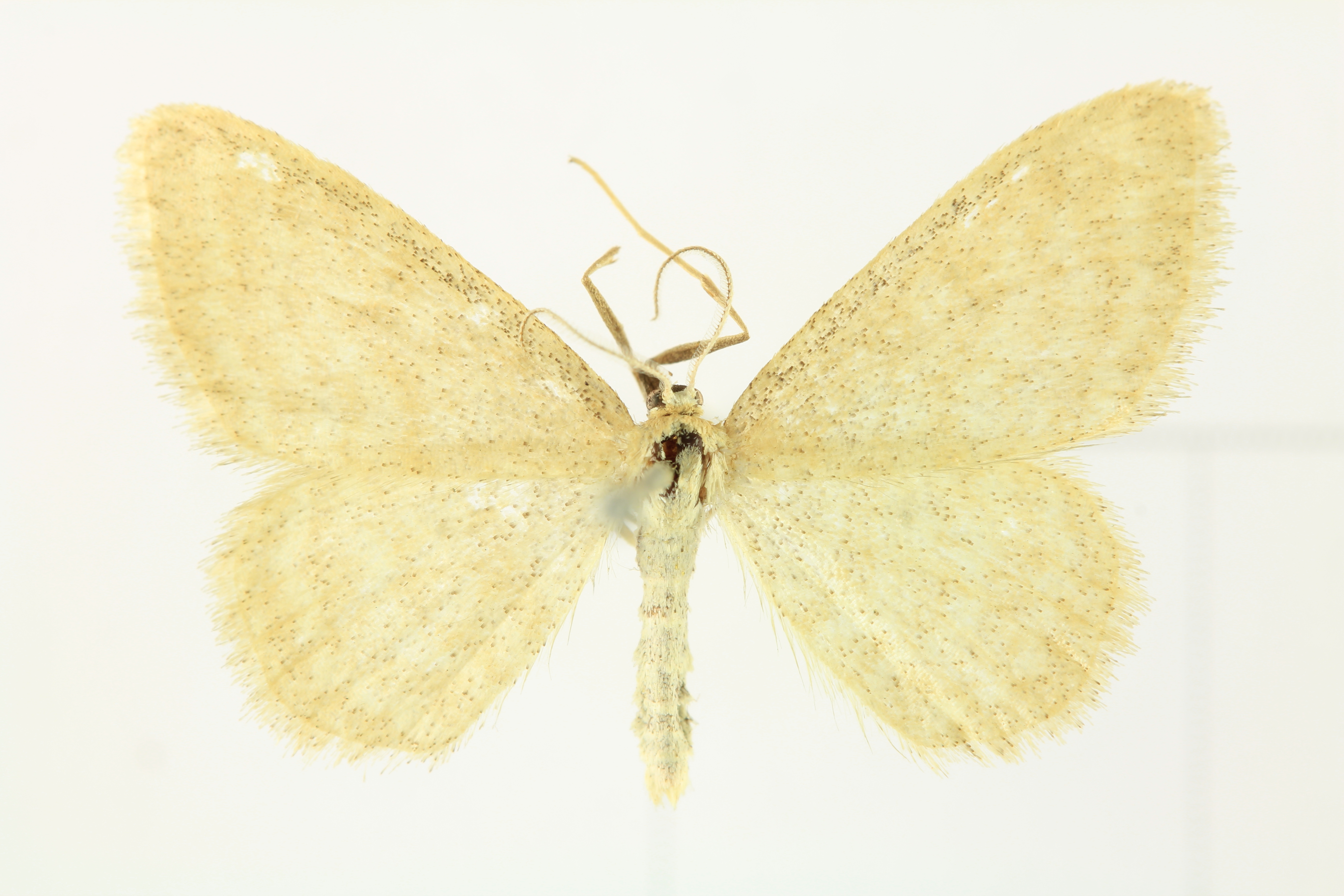